# Oliwiusz
Oliwiusz — męski odpowiednik imienia Oliwia, męska forma (łac. Olivius) nazwiska rodowego (nomen gentilicium) Olivii. 
Oliwiusz imieniny obchodzi razem z Oliwią: 5 marca i 15 czerwca.